# Clitenella ignitincta
Clitenella ignitincta es un coleóptero de la familia Chrysomelidae.
Fue descrita científicamente por primera vez en 1878 por Fairmaire.